# Goianinha
Goianinha là một đô thị thuộc bang Rio Grande do Norte, Brasil. Đô thị này có diện tích 192,277 km², dân số năm 2007 là 17783 người, mật độ 92,5 người/km².